# Essstörung
Eine Essstörung ist eine Verhaltensstörung, bei der die ständige gedankliche und emotionale Beschäftigung mit dem Thema „Essen“ eine zentrale Rolle spielt. Essstörungen betreffen die Nahrungsaufnahme oder deren Verweigerung. Sie hängen meist mit psychosozialen Problemen sowie mit der Einstellung zum eigenen Körper zusammen (Psychosomatik) und können zu ernsthaften und langfristigen Gesundheitsschäden führen.
Von manchen werden Essstörungen zu den Zivilisationskrankheiten gezählt.

## Hauptformen
Die bekanntesten, häufigsten und anerkannten Essstörungen sind die unspezifische Ess-Sucht, die Magersucht (Anorexia nervosa), die Ess-Brech-Sucht (Bulimia nervosa) und die Fressattacken (englisch „Binge Eating“). Die einzelnen Störungen sind nicht klar voneinander abgrenzbar. Oft wechseln die Betroffenen von einer Form zur anderen und die Merkmale gehen ineinander über und vermischen sich. Zentral ist immer, dass die Betroffenen sich zwanghaft mit dem Thema Essen beschäftigen. Bei allen chronisch gewordenen Essstörungen sind lebensgefährliche körperliche Schäden möglich (Unterernährung, Mangelernährung, Adipositas). Frauen sind verstärkt betroffen. Bei manchen Frauen treten auch Störungen im Menstruationszyklus auf, bis hin zum dauerhaften Aussetzen der Menstruation (Amenorrhoe).
Die Übergänge zwischen „normal“ und „krankhaft“ sind von vielen Faktoren abhängig. Ein Mensch, der aus religiösen oder ideologischen Gründen besondere Ernährungsformen pflegt, ist nicht unbedingt essgestört. Manche Ess-Süchtige sind körperlich und in ihrem Verhalten völlig unauffällig – meist tritt bei ihnen das subjektive Gefühl der Sättigung nicht zu einem physiologisch sinnvollen Zeitpunkt ein; bei ihnen spielt sich die Sucht ausschließlich im Kopf ab, und zwar im Gehirn (Suchtverhalten).

### Esssucht
Esssüchtige essen zwanghaft und denken dauernd an „Essen“ und an die Folgen für ihren Körper. Sie essen entweder zu viel oder sie versuchen, ihr Gewicht mit ungeeigneten Systemen von Essen, Diäten, Fasten und Bewegung zu kontrollieren.
Esssucht führt häufig zu Übergewicht oder Adipositas (Fettleibigkeit), mit den zugehörigen gesundheitlichen und sozialen Problemen. Übergewichtige fühlen sich oft als Versager und Außenseiter. Fehlernährung kann zu zusätzlichen Problemen führen.

### Magersucht (Anorexia nervosa)
Magersucht (Anorexia nervosa) ist durch einen absichtlich und selbst herbeigeführten Gewichtsverlust gekennzeichnet. Durch Hungern und Kalorienzählen wird versucht, dem Körper möglichst wenig Nahrung zuzuführen, durch körperliche Aktivitäten soll der Energieverbrauch gesteigert werden. Die betroffene Person sieht dabei den eigenen körperlichen Zustand häufig nicht, sie empfindet sich als zu dick, auch noch mit extremem Untergewicht (Körperschemastörung).
Eine spezielle Form der Anorexie ist die Magersucht während der Schwangerschaft, auch Pregorexie genannt.  
Folgen der Magersucht sind Unterernährung, Muskelschwund und Mangelernährung. Langzeitfolgen sind beispielsweise Osteoporose und Unfruchtbarkeit. 5 bis 15 % der Betroffenen sterben meist nicht durch Verhungern, sondern durch Infektionen des geschwächten Körpers oder durch Suizid.

### Ess-Brech-Sucht (Bulimia nervosa)
Bei der Ess-Brech-Sucht (Bulimie, Bulimia nervosa) sind die Betroffenen meist normalgewichtig, haben aber große Angst vor der Gewichtszunahme, dem „Dickwerden“; man kann das als „Gewichtsphobie“ umschreiben. Sie ergreifen deshalb ungesunde Gegenmaßnahmen wie Erbrechen, exzessiven Sport, Abführmittelgebrauch, Fasten oder Einläufe. Dadurch kommt der Körper in einen Mangelzustand und es kommt zu so genannten Ess-Attacken, wobei große Mengen Nahrung auf einmal verzehrt werden. Neben diesen Heißhunger-bedingten Fressattacken kommt es noch zu stressbedingten. Das Überessen und Erbrechen wird häufig als „entspannend“ erlebt.
Die Ess-Brech-Sucht kann zu Störungen des Elektrolyt-Stoffwechsels, zu Entzündungen der Speiseröhre, zu Zahnschäden sowie zu Mangelerscheinungen führen. Da durch einen gestörten Elektrolythaushalt das Herz angegriffen werden kann, kann es zu Herzversagen und somit zum Tod kommen, insbesondere wenn die Ess-Brech-Sucht noch mit Untergewicht einhergeht.

### Binge-Eating-Störung (BES)
Essattacken treten zum Teil im Zusammenhang mit suchtartigen Heißhungergefühlen auf, wobei der Suchtcharakter der Essstörung umstritten ist. Von einer Binge-Eating-Störung wird gesprochen, wenn während mindestens drei Monaten an mindestens einem Tag pro Woche eine Essattacke auftritt, bei der in kurzer Zeit ungewöhnlich große Mengen an Nahrungsmitteln aufgenommen werden. Der Betroffene verliert die Kontrolle über die Nahrungsaufnahme.
Außerdem müssen mindestens drei der folgenden fünf Bedingungen zutreffen:
- essen, ohne hungrig zu sein
- besonders schnelles Essen
- essen, bis ein unangenehmes Völlegefühl einsetzt
- allein essen, aus empfundener Schuld und Scham
- nach dem Ess-Anfall treten Gefühle von Ekel, Scham oder Depressionen auf

Die Ess-Anfälle werden als belastend empfunden. Obwohl die Essattacken jeweils nur kurz dauern, kann die Binge-Eating-Störung zu Adipositas führen. Von der Bulimie unterscheidet sich die BES durch die ausbleibenden Maßnahmen, eine Gewichtszunahme durch Erbrechen, Sport oder Fasten zu verhindern.

### Pica-Syndrom
Das Pica-Syndrom (auch: Picazismus) ist ein psychiatrisches Symptom und kommt gehäuft bei Menschen mit geistiger Behinderung, Entwicklungsstörungen oder Demenz vor. Auch Schwangere können betroffen sein. Wie häufig die Störung ist, ist nicht bekannt. Menschen essen dabei ungewöhnliche Dinge, zum Beispiel Erde, Stärke, Eis (in großen Mengen), Papierschnipsel, Ton, Tafelkreide oder Kot (Koprophagie). Der Verzehr kann unter anderem zu Vergiftungen, Unterernährung oder Verstopfung führen. Auch bei sonst harmlosen Materialien sind Infektionen möglich.
Babys und Kleinkinder explorieren mit dem Mund. Die Diagnose Pica sollte deshalb erst ab einem Alter von zwei Jahren gestellt werden. Das Kind muss dazu gezielt Substanzen essen, die nicht für den Verzehr geeignet sind. Grundsätzlich ist bei der Diagnosestellung der geistige Entwicklungsstand zu berücksichtigen.

### Orthorexia nervosa
Orthorexia nervosa bedeutet krankhaftes Gesund-Essen. Betroffene verbringen mehrere Stunden täglich damit, zwanghaft Vitamingehalt und Nährwerte zu berechnen und Lebensmittel auszuwählen, wobei sich die Auswahl der „erlaubten“ Lebensmittel immer mehr verringert. Folgen sind Unterernährung, Mangelernährung und soziale Isolation. Die Betroffenen zeigen teilweise Angst vor Lebensmitteln, die sie für ungesund halten. Die Orthorexie zeigt durch den Missionierungsdrang und die kognitiv nicht zugängliche Symptomatik auch Merkmale einer Wahn- oder Zwangsstörung.
In der klinischen Psychologie und in der Psychiatrie ist strittig, ob ein solches selbstständiges Krankheitsbild überhaupt existiert. Es wurde weder in das internationale Klassifikationssystem ICD noch in das Klassifikationssystem der Vereinigten Staaten (DSM-5) aufgenommen.

### Anorexia athletica
Durch übermäßigen Sport und den damit verbundenen höheren Energieumsatz versuchen die Erkrankten Gewicht zu verlieren. Als eigenständiges Krankheitsbild ist sie nicht anerkannt.
Seit den 1980er und 1990er Jahren wurde von einem gehäuften Auftreten von Essstörungen bei Leistungssportlern berichtet. Der Begriff Anorexia athletica wird 2004 in einer Arbeit des Grazers Sudi als solcher genannt. Gemeint ist eine Form von Essstörungen, die nicht alle Merkmale einer echten Anorexia nervosa erfüllt und diagnostisch deshalb als atypische Anorexia nervosa (ICD-10) oder als EDNOSs (DSM-IV) eingeordnet wird. Charakteristisch ist eine zu geringe Zufuhr an Energie (siehe: physiologischer Brennwert), die zu schweren Gesundheitsproblemen führt (unter anderem Abnahme der Knochendichte (Osteoporose), Knochenbrüche und Amenorrhoe).

### Fütterstörungen im frühen Kindesalter, Rumination und Erbrechen
Schon Babys und kleine Kinder können Essstörungen entwickeln, allerdings in anderer Ausprägung als beim Erwachsenen.
In der ICD-10-Klassifikation werden unter der Chiffre ICD-10 P92 die Ernährungsprobleme beim Neugeborenen aufgelistet, wie etwa Erbrechen beim Neugeborenen (ICD-10 P92.0), Regurgitation und Rumination (wiederholtes Hinaufwürgen von Flüssigkeit oder Nahrung) (P92.1), Trinkunlust beim Neugeborenen (P92.2), Unterernährung beim Neugeborenen (P92.3), Überernährung beim Neugeborenen (P92.4), Schwierigkeiten beim Neugeborenen bei Brusternährung (P92.5) und weitere.
Die ICD-10-Chiffre ICD-10 F98.2 bezeichnet eine Fütterstörung im frühen Kindesalter mit unterschiedlicher Symptomatik. Es kommt beispielsweise zu Nahrungsverweigerung bzw. zu extrem wählerischem Essverhalten bei ausreichendem Angebot an Nahrung, ohne dass eine organische Krankheit vorliegt. Begleitend kann Rumination (wiederholtes Hinaufwürgen von Essen ohne Übelkeit oder eine Krankheit des Verdauungstraktes) vorhanden sein. Auch im frühen Kindesalter kann es zu einer Essstörung kommen. Nach der Definition nach ICD-10 (F98.2) spricht der Mediziner von einer Fütterstörung mit unterschiedlicher Symptomatik. Das Kind verweigert die Nahrung und zeigt wählerisches Essverhalten. Dieses Krankheitsbild kann von eventueller Rumination oder einer Erkrankung des Magen-Darm-Traktes begleitet werden. Die Essstörung beginnt vor dem 6. Lebensjahr und ist nicht durch andere psychische Ursachen oder Nahrungsmangel erklärbar. Diese Störung kann genetische, psychische, motorische, mentale Störungen zur Ursache haben.
Im Mittelpunkt steht die Unlust, Weigerung, oder Unfähigkeit des Kindes, die angebotene Nahrung aufzunehmen. Somit kann die Fütterinteraktion zwischen Mutter und Kind gestört werden. Daraus resultiert ein Überlastungssyndrom der fütternden Person mit fehlender Wahrnehmung der kindlichen Signale und Verstärkung des Problems. Oft wird eine Sondierung zur Nahrungsaufnahme beim Kind eingesetzt. Diese sollte bis zu zwei Jahren nicht ausschließlich angewandt werden, da es sonst zu erheblichen Beeinträchtigungen kommen kann (z. B. mangelnde mundmotorische Erfahrung, sensorische Störung, erhöhte Reflux-Gefahr nach PEG, erschwerte Ausbildung des Hungergefühls).

## Therapie

### Essstörung
Erfolgreiche Behandlungen gehen meist von einem multimodalen Ansatz aus. Das bedeutet, dass unterschiedliche Behandlungsstrategien gleichzeitig eingesetzt werden. Im Zentrum steht meist eine Psychotherapie. Hierbei können sowohl kognitive aber auch psychodynamische Therapien eingesetzt werden. Bei manchen Essstörungen haben sich auch familientherapeutische Behandlungsprogramme als sinnvoll erwiesen. Bei Kindern und Jugendlichen ist eine Beratung und Psychoedukation der Eltern immer notwendig. Gleichzeitig kann ein Ernährungsprotokoll geführt werden. Bei bestimmten Essstörungen ist ein regelmäßiges Wiegen notwendig, aber auch Unterstützung bei einer ausgewogenen Ernährung. Auch eine zusätzliche medikamentöse Therapie kann in manchen Fällen hilfreich sein. Bei Anorexie und Bulimie werden Antidepressiva eingesetzt.
In einer Selbsthilfegruppe können Betroffene lernen, aus den Berichten anderer Betroffener die Ursachen und Abläufe zu erkennen. In der Gemeinschaft können neue Einstellungen und Werte und daraus abgeleitete neue Verhaltensweisen gelernt und stabilisiert werden. In Deutschland gibt es mehrere Selbsthilfeorganisationen. Teilnehmen kann jeder, unabhängig von einer Therapie, oder auch vorbereitend, begleitend und nach einer Therapie. Gezielt mit Essstörungen befassen sich unter anderem die an das Zwölf-Schritte-Programm der Anonymen Alkoholiker angelehnten Gruppen Food Addicts In Recovery Anonymous und Overeaters Anonymous.
Wenn die ambulante Behandlung keinen Erfolg bringt, ist zumeist eine stationäre oder teilstationäre Behandlung erforderlich. Insbesondere bei Magersucht ist eine stationäre Behandlung als lebenserhaltende Maßnahme notwendig,
- wenn ein kritisches Untergewicht erreicht ist und/oder
- wenn körperliche Folgeschäden zu erwarten sind, etwa bei zu geringer Flüssigkeitszufuhr oder bei häufigem Erbrechen.

Die von einer Essstörung Betroffenen stehen einer konkreten Behandlung oft ablehnend oder ambivalent gegenüber.

### Übergewicht und Untergewicht
Über- oder Untergewicht sind eigenständige Krankheitsbilder und in über 95 % aller Fälle die Folge einer falschen Energiebilanz als Verhältnis von Essen und Bewegung. Zur Therapie siehe: Adipositas, Ernährungsumstellung und Ernährungslehre.

## Medizinische Einordnung

### Diagnostik
Die Diagnostik erfolgt durch die Befragung des Patienten und über Fragebögen. Unter- und Übergewicht und Adipositas werden mit dem Body-Mass-Index und anderen Kennzahlen gemessen.

### Klassifikation
Krankheiten werden weltweit nach den diagnostischen Kriterien der ICD-10 kategorisiert. Die ICD-10 ist eine beschreibende Sammlung von Krankheiten. Essstörungen sind dort unter dem Code F50 und folgenden beschrieben. Im ICD-10-GM gehören Essstörungen zu den Verhaltensauffälligkeiten mit körperlichen Störungen und Faktoren.
| Umgangssprachliche Bezeichnung | ICD-10-Code | Genaue Diagnose                                                |
| ------------------------------ | ----------- | -------------------------------------------------------------- |
| Essstörung                     | F50         | Essstörung                                                     |
| Magersucht                     | F50.0 F50.1 | Anorexia nervosa Atypische Anorexia nervosa                    |
| Ess-Brech-Sucht                | F50.2 F50.3 | Bulimia nervosa Atypische Bulimia nervosa                      |
| Binge Eating                   | -           | (Derzeit keine eigene Diagnose, aber F50.4 oder F50.9 möglich) |
| -                              | F50.4       | Essattacken bei anderen psychischen Störungen                  |
| -                              | F50.5       | Erbrechen bei anderen psychischen Störungen                    |
| Sonstige Essstörungen          | F50.8 F50.9 | Sonstige Essstörungen Essstörungen, nicht näher bezeichnet     |

## Häufigkeit und Folgen
- Eine 2003 bis 2006 durchgeführte Studie des Robert Koch-Instituts mit über 17.000 Teilnehmern zwischen 11 und 17 Jahren zeigte bei fast 30 % der Mädchen Essstörungen wie Magersucht, Ess-Brech-Sucht oder Fettsucht. Bei Jungen waren noch 15 % betroffen. Außerdem waren der Studie zufolge Kinder aus sozial benachteiligten Familien fast doppelt so häufig betroffen wie Kinder aus der oberen sozialen Schicht.[6]
- In einer österreichischen Studie (2006) über Essstörungen bei Models fand sich eine Prävalenz essgestörten Verhaltens von 11,4 % der befragten Personen, über 40 % machten zum Untersuchungszeitpunkt eine Diät.[7]
- Die Adipositas ist in einem Teil der Fälle Folge einer Essstörung und stellt in ihrer Gesamtzahl ein weltweit zunehmendes Problem dar. So sprechen die Weltgesundheitsorganisation und die CDC inzwischen von einer globalen Epidemie bzw. Pandemie, die ebenso ernst genommen werden sollte wie jede zum Tode führende Infektionskrankheit. Weltweit leben rund eine Milliarde Menschen mit starkem Übergewicht (WHO). Sollte sich dieser Trend fortsetzen, wird die Zahl der übergewichtigen Menschen innerhalb der nächsten 10 Jahre auf 1,5 Milliarden ansteigen. Die gesundheitlichen, finanziellen und volkswirtschaftlichen Folgen von Übergewicht sind enorm.[8][9]

## Geschichte
Hilde Bruch, Autorin von Eating disorders: obesity, anorexia nervosa, and the person within (1973), war Wegbereiterin psychotherapeutischer Forschung zu Essstörungen.
Seit 1980 gibt es in Deutschland spezifische Sucht-Kliniken und Selbsthilfegruppen.
1999 wurde in Deutschland die Gesellschaft für Ernährungsmedizin und Diätetik gegründet.

## Kulturgeschichte, Literatur und moderne Medien
Essstörungen spielen in der Erzählkultur eine Rolle, beispielsweise im Märchen „Der süße Brei“ oder vom Schlaraffenland.
In der Literatur werden sie in Franz Kafkas „Ein Hungerkünstler“ (Anf. 20. Jh.) oder in François Villons Ballade (Nachdichtung von Paul Zech) mit der bekannten Zeile: „Vor vollen Tischen muss ich Hungers sterben...“ behandelt. Eine genaue Schilderung familiärer Bulimie-Wahrnehmungen enthält „Lange Tage“ von Maike Wetzel. Ulrike Draesner hat 2002 den Roman „Mitgift“ zum gleichen Thema vorgelegt. Die bekannte klassische Violinistin Midori Gotō beschreibt in ihrer Biografie, wie sie Bulimie überwindet (dt. 2004).
Eine filmische Bearbeitung ist „Das große Fressen“.
Siehe auch: Die Magersucht in Kunst, Musik und Literatur
Internetforen und spezielle Webseiten sind heute eine leicht zugängliche Quelle für Information, Rat und Hilfe für Betroffene, Angehörige und Behandler.

## Ursachen und Vorbeugung

### Wirkmechanismen
Die neurophysiologische Regulation des Essverhaltens erfolgt beim gesunden Menschen durch ein intaktes Wechselspiel von Hunger bzw. Appetit und Sättigung. Essstörungen führen medizinisch meist zu einer Störung der Energiebilanz:
- zu hohe Energiezufuhr bei zu geringem Energieverbrauch, z. B. durch mangelnde Bewegung, führt zu Übergewicht durch dauerhafte Plusbilanz
- zu geringe Energiezufuhr bei relativ zu hohem Energieverbrauch führt zu Mangelernährung durch dauerhafte Minusbilanz
- falsche Ernährung führt zu Vitaminmangel, Mineralmangel und zu einer Störung des Elektrolythaushalts im Körper

Physiologische Regelmechanismen können den Energieumsatz des Körpers über einen gewissen Zeitraum und in begrenzten Ausmaßen an das Energieangebot anpassen. Im Falle des Energiemangels werden Stoffwechselregulationen eingesetzt, um z. B. vorhandene Energievorräte effizienter auszunutzen und Energie einzusparen.

### Essstörungen im Lichte des Konzepts der emotionalen Intelligenz
Als Apologet des Konzepts der emotionalen Intelligenz deutet der Psychologe Daniel Goleman Essstörungen als Ausdruck mangelhafter emotionaler Bildung. Er verweist dabei u. a. auf eine Langzeitstudie, die Gloria Leon (University of Minnesota) in den 1990er Jahren mit 900 Highschool-Schülerinnen durchgeführt hat. Besonders zwei Auffälligkeiten erwiesen sich in dieser Studie als starke Prädiktoren für eine künftige Anorexie oder Bulimie: erstens mangelnde Resilienz und zweitens eine gestörte emotionale Selbstwahrnehmung. Mädchen, die später an einer Essstörung erkrankten, neigten erstens bereits Jahre zuvor dazu, auf Bagatellprobleme und -ärgernisse mit unangemessen negativen Gefühlen zu reagieren, über die sie sich nicht selbst beruhigen konnten; zweitens verstanden sie ihre Gefühle nicht, sondern wurden davon überwältigt und konnten sie nicht effizient managen. Wenn diese zwei emotionalen Tendenzen mit Unzufriedenheit über den eigenen Körper zusammenfielen, entwickelte sich entweder eine Anorexie oder eine Bulimie. Dass ‒ wie oft angenommen ‒ stark kontrollierende Eltern, Sexualangst oder ein vermindertes Selbstwertgefühl die Störungen mitverursachen, hat Leons Studie nicht bestätigt.
Goleman vermutet, dass auch bei Überernährung eine gestörte emotionale Selbstwahrnehmung eine entscheidende Rolle spielt: Einige Übergewichtige essen deshalb so viel, weil sie zwischen Angst, Wut und Hunger nicht ausreichend unterscheiden können.

### Wendy Mogel

Als Prävention gegen Essstörungen empfiehlt Wendy Mogel Eltern, ein profundes Reframing ihrer Wahrnehmung vorzunehmen: weg von der zwanghaften Überwachung der kindlichen Nahrungsaufnahme hin zum Genuss und zum Feiern der gemeinsamen Mahlzeit.

Die amerikanische Familientherapeutin Wendy Mogel hat der Prävention von Essstörungen ein Kapitel in ihrem 2001 erschienenen Buch The Blessings of a Skinned Knee gewidmet. Die Ursache vieler Essprobleme sieht sie in der zwanghaften Gewohnheit gutmeinender, überbehütender Eltern, die Essenseinnahme ihres Kindes zu beobachten und zu regulieren; gleichzeitig versäumen diese Eltern es, die Kapazität des Kindes für Freude an Nahrungsmitteln und am Gemeinschaftserlebnis bei Tisch zu entwickeln. Die Eltern, die in Mogels Praxis kommen, haben regelmäßig eine hohe Sensibilität dafür, dass Kindern Essen und insbesondere bestimmte Lebensmittel nicht aufgezwungen werden dürfen; gleichzeitig aber sind sie äußerst gesundheitsbewusst, haben starke Meinungen über gute und schlechte Nahrungsmittel und sind infolgedessen ständig besorgt um eine mögliche Über-, Unter- oder Fehlernährung ihres Kindes. Dabei stehen sie vor dem Dilemma, dass Kinder eine Vorliebe für gesunde Kost weder von Natur aus haben noch aus eigenem Antrieb entwickeln, sie auf ihr Kind, damit es gesund isst, aber auch keinen Zwang ausüben wollen. Da Kinder derartige Ambivalenzen und Verunsicherungen genau spüren und stets nach Gelegenheit Ausschau halten, ihrem Willen Gewicht zu verschaffen, wird der Esstisch in vielen Familien zu einem Schlachtfeld, an dem emotional stark aufgeladene Auseinandersetzungen geführt werden; vor allem mäkelige und wählerische Esser haben große Macht über ihre Eltern.
Die Suche nach einem Korrektiv für derartige Erziehungsszenarien führt Mogel zur jüdischen Tradition, die dem Essen und der gemeinsamen Mahlzeit eine ganz zentrale Bedeutung beimisst; seit der Zerstörung des Jerusalemer Tempels ist der eigene Esstisch der heiligste Ort jüdischer Familien. Zum Umfang des kulturellen Wissens, mit dem das Judentum bei der Ernährungserziehung helfen kann, zählt erstens das Konzept der Mäßigung; dieses besagt, dass der Mensch sich am Essen einerseits erfreuen soll (weil Gott es gegeben hat), anderseits (weil Gott ihm einen freien Willen gegeben hat) aber auch Selbstbeherrschung walten lassen soll. Den Schlüssel für die Vereinbarung dieser beiden scheinbar disparaten Strebungen bieten die jüdischen Konzepte des Feierns (celebration) und der Weihe (sanctification): wer die Mahlzeit feiert und heiligt, kann sowohl maximales Vergnügen daran haben als auch Mäßigung üben. Für Familien bedeutet das u. a., Mahlzeiten gemeinsam vorzubereiten, in einem nicht ablenkenden Rahmen gemeinsam bei Tisch zu essen, dabei Tischkonversation und gute Tischsitten zu pflegen, Tischgebete zu sprechen und Feiertage mit einer besonderen Mahlzeit zu begehen.